# Staffan Hedblom
Staffan Björn Anders Hedblom, född 3 september 1924 i Djurö församling, död 23 maj 1999 i Västerleds församling, var en svensk politiker (folkpartist), arkivarie och departementssekreterare.
Staffan Hedblom var riksdagsledamot 1959-1961 för Stockholms stads valkrets i första kammaren. I riksdagen var han bland ledamot i konstitutionsutskottet 1961. Han var även ledamot av stadsfullmäktige i Stockholm 1962-1973 samt 1974-1988. I riksdagen var han främst engagerad i utbildnings- och kulturfrågor.